# Fjerdegenerationsdatamat
En fjerdegenerationsdatamat er en datamat opbygget med én eller flere mikroprocessorer.
Marcian Hoffs opfindelse af mikroprocessoren i slutningen af 1960'erne og Intels og Texas Instruments introduktion af de første realiseringer af ideen i starten af 1970'erne gav mulighed for at konstruere computere på en ny måde, og gjorde det muligt at forestille sig computere der var så små og billige en enkelt-personer og små virksomheder kunne eje dem – såkaldte mikrocomputere.
De første mikrocomputere dukkede op på markedet i starten af 1970'erne, efter Intels annoncering af 8080-mikroprocessoren i 1972. I Danmark udviklede firmaet Søren T. Lyngsø fra 1975 flere modeller af mikrocomputere til brug i processtyring og anden automation. Disse mikrocomputere blev produceret i Års. Efter en hektisk pioner-periode i 1970'erne blev mikrocomputeren, eller den personlige computer som den blev kendt som, allestedsnærværende i 1980'erne. 
I modsætning til tredjegenerationsdatamater, som grundlæggende var mindre udgaver af konventionelle mainframes, så udvikledes fjerde generation radikalt anderledes. Mikrocomputere beregnet på at blive betjent af mennesker var i starten meget begrænsede maskiner, med meget begrænset funktionalitet og mest beregnet på hobby-markedet. Disse maskiner var ikke tænkt som en mindre minicomputer. Tidlige mikrocomputere minder i den forstand mere om maskiner fra første og anden generation.
Siden slutningen af 1980'erne har mikrocomputere og PC'erne udviklet sig dramatisk, dels på grund af hastig udvikling i VLSI-design, dels ved at design af mikrocomputere i stigende grad anvender de samme teknologier som var kendt fra de mest avancerede mainframes. 
En moderne PC eller server minder kun meget lidt om en mikrocomputer fra 1970'erne. Ikke desto mindre er der ikke sket radikale forandringer i den anvendte teknologi. Alle moderne computere regnes derfor normalt som tilhørende fjerde generation.
Hvad femte generation bliver, ved vi ikke endnu. Set fra 2006 er kvantecomputere et eksempel på en teknologi der kan skabe en helt ny generation.